# Stadtkirche Müncheberg

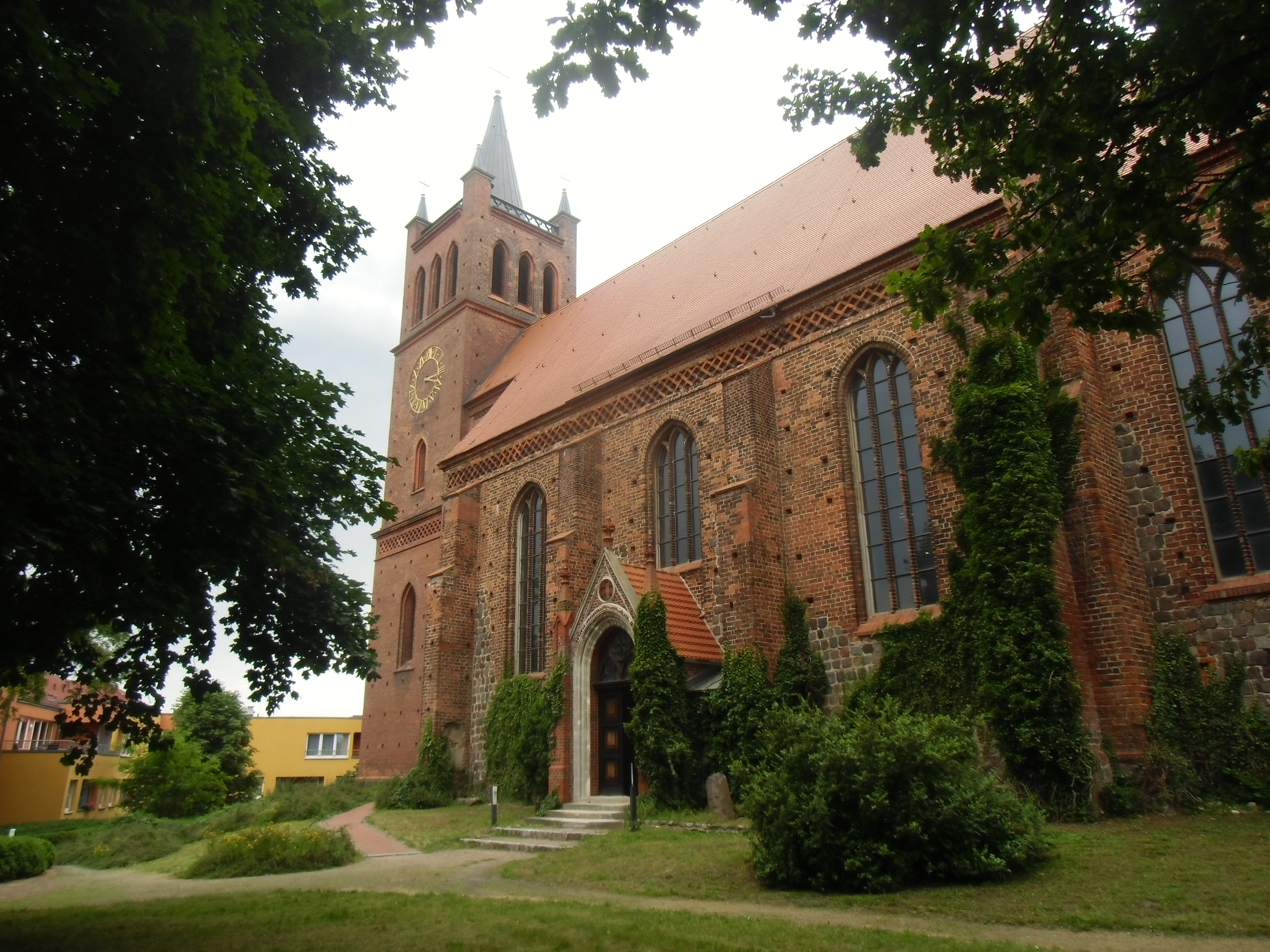
Stadtkirche Müncheberg

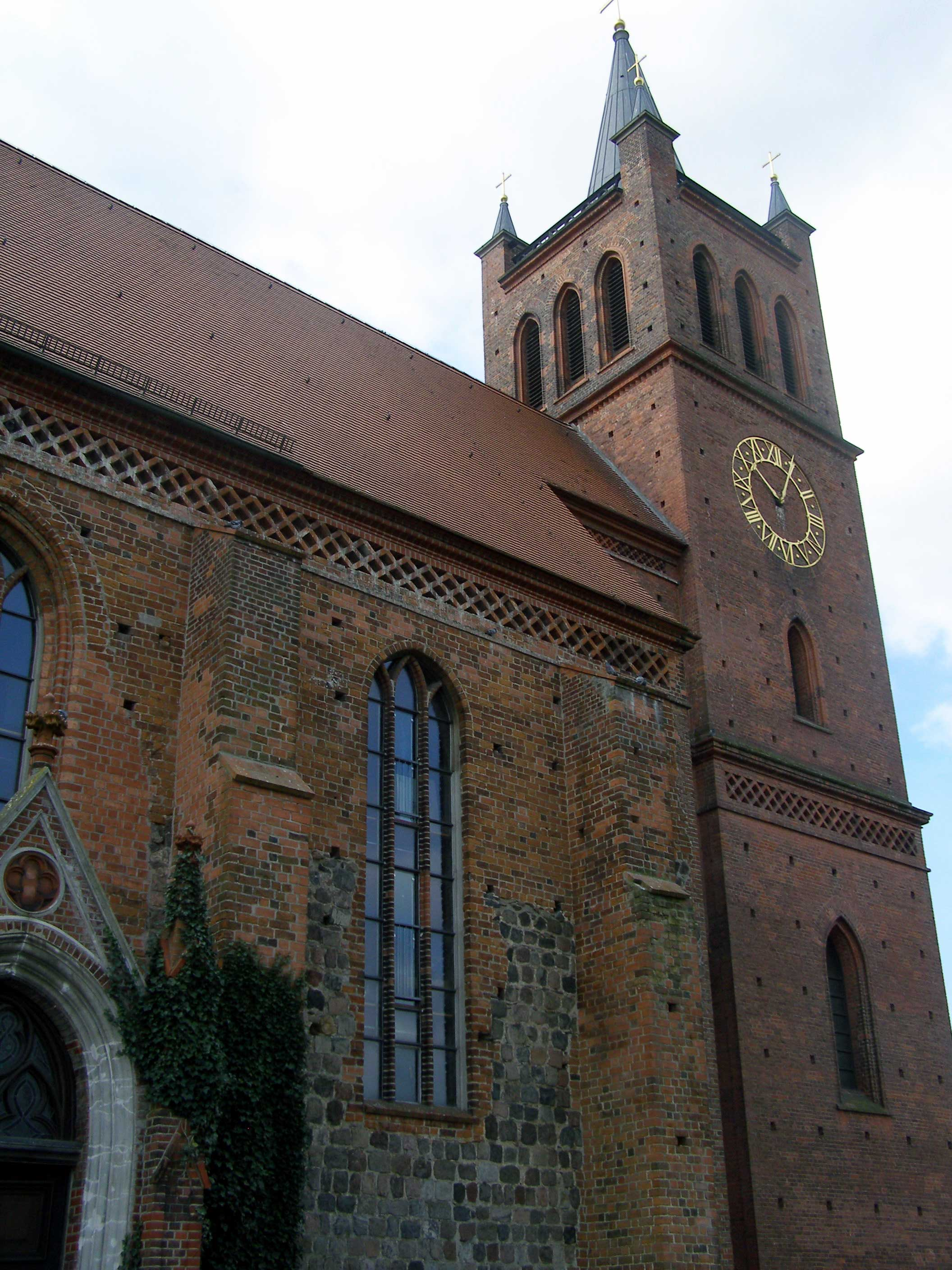
Ansicht von Nordosten

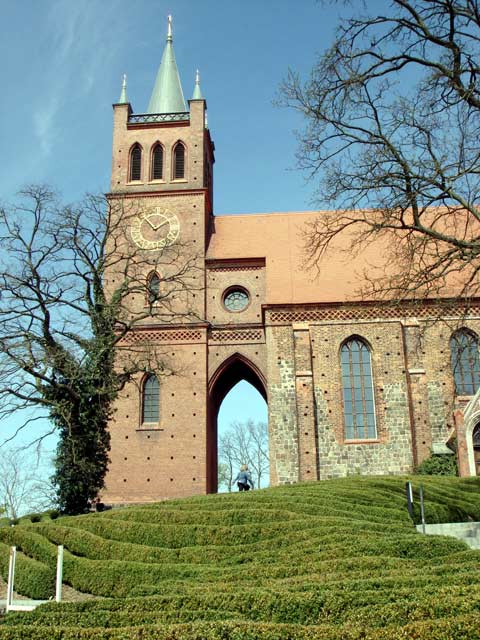
Brücke zum Turm

Die evangelische Stadtkirche Müncheberg ist eine gotische Backsteinkirche in Müncheberg im Landkreis Märkisch-Oderland in Brandenburg. Sie wird durch die Evangelische Kirchengemeinde Müncheberg im Kirchenkreis Oderland-Spree der Evangelischen Kirche Berlin-Brandenburg-schlesische Oberlausitz und durch die Stadt Müncheberg genutzt. Sie ist auch als Pfarrkirche St. Marien bekannt und ist eine offene Kirche.

## Geschichte und Architektur
Im Kern ist die Kirche ein einschiffiger Feldsteinbau, der dendrochronologisch auf 1268±10 Jahre datiert wurde, mit eingezogenem Rechteckchor. Im frühen 15. Jahrhundert wurde die Kirche in Backsteinmauerwerk erhöht, mit Strebepfeilern ausgestattet und zu einer zweischiffigen, dreijochigen Hallenkirche mit Sterngewölben auf zwei Achteckpfeilern mit Eckstäben umgebaut. An den Triumphbogen schließt sich der einschiffige Chor mit dem im frühen 15. Jahrhundert angefügten fünfseitigen Schluss an. Die hohen Spitzbogenfenster, die im Schiff mit Maßwerk versehen wurden, stammen ebenfalls aus dieser Zeit.
In den Jahren 1817 bis 1827 wurde nach Bauschäden der Westturm abgebrochen und aus Stabilitätsgründen in 4 Meter Entfernung vom Schiff nach einem Entwurf von Karl Friedrich Schinkel in markanter Gestalt mit kegelförmigem Aufsatz und vier Ecktürmen neu errichtet. Das zweite Turmgeschoss ist mit dem Schiffsdach durch einen brückenartigen Gang über einem Spitzbogen verbunden. Das Glockengeschoss mit spitzbogigen Öffnungen wurde in Anlehnung an mittelalterliche märkische Backsteinarchitektur mit einem Spitzkegel mit Eckfialen abgeschlossen. Portale auf der Nord- und Südseite mit Vorhallen erschließen die Kirche. In Traufhöhe ist das Bauwerk mit Schmuckfriesen verziert.
Am 19. April 1945 brannte die Kirche infolge Beschuss mit dem gesamten Inventar bis auf die Umfassungsmauern aus. Das Dach, die Gewölbe und die Pfeiler stürzten ein; der Turm blieb im Wesentlichen unbeschädigt.
In den Jahren 1991 bis 1996 wurde das Kirchendach wiederhergestellt und die Kirche modern ausgebaut für eine Nutzung als Kirche, Bibliothek und Veranstaltungsstätte. Die gotischen Gewölbe und Pfeiler wurden nicht wiederhergestellt. Der Architekt des Umbaus war Klaus Block.

## Ausstattung
Die Ausstattung bestand bis zur Zerstörung aus einer dreiseitigen Empore, einer Orgel in den Formen der Schinkelschule und einem stattlichen neugotischen Retabel aus der Zeit um 1868. Von der mittelalterlichen Ausstattung waren bis 1945 zwei Flügelbilder eines gotischen Altars erhalten. Ein Grabstein des Blasius Bethinius aus dem Jahr 1605 gehörte ebenfalls dazu.
Die liturgische Ausstattung der Kirche besteht aus einer Kanne aus Zinn aus der Zeit um 1800 und einem Kelch aus Silber von 1877. Eine Glocke wurde 1621 gegossen.